# Расне предрасуде
Расне предрасуде су некритички прихваћени, чврсто укорењени и емоционално обојени, негативни ставови и уверења о одређеним расама. Широко распрострањене у десничарско оријентисаној и фашистичкој идеологији.